# 杰克·沙利文
雅各布·杰里迈亚·沙利文（英語：Jacob Jeremiah Sullivan；1976年11月28日—），美国政治人物，愛爾蘭裔美國人，曾任美國國家安全顧問、政策规划办公室主任，亦是2020年拜登競選總統和2016年希拉蕊競選總統的高级政策顾问，擅长外交政策，曾任教于耶鲁大学。

## 荣誉

### 外国勋章奖章
- 二等智者雅罗斯拉夫王公勋章（乌克兰，2022年8月23日公布[2]）